# Leif Jensen

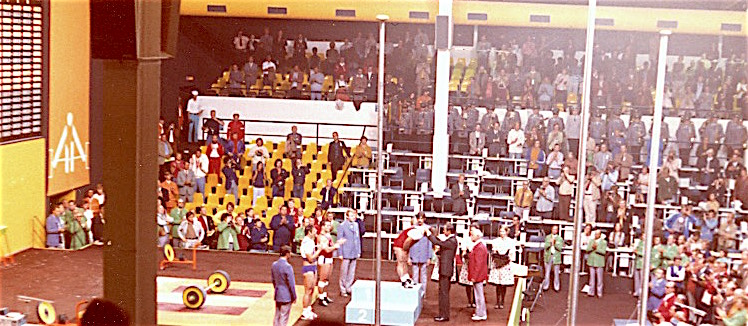
Leif Jenssen erhält die Goldmedaille von Konstantin II. von Griechenland

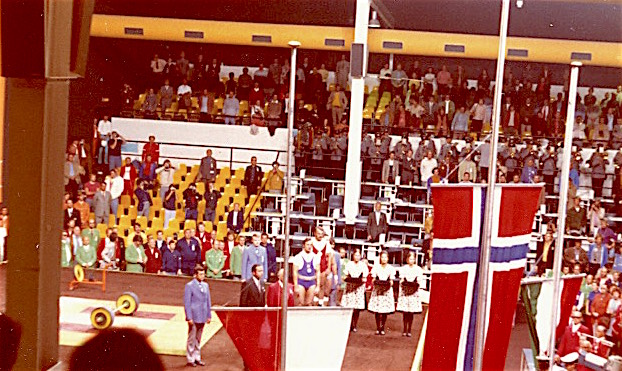
Siegerehrung

Leif Jensen (* 19. März 1948 in Fredrikstad, Østfold, Norwegen) ist ein ehemaliger norwegischer Gewichtheber und Olympiasieger.

## Werdegang
Leif Jenssen betrieb als Jugendlicher verschiedene Sportarten und interessierte sich erstmals für das Gewichtheben, als er im Fernsehen Bilder von den Weltmeisterschaften 1963 in Stockholm sah. Er trat dem Sportclub Lenja Atletklubb Fredrikstad bei und begann mit dem Training. Wirklich regelmäßig trainierte er aber erst ab 1965, als er zum Atletklubb Larvik zum Trainer Eivind Rekustad wechselte. Am 26. Oktober 1966 erzielte er bei einem Wettkampf nach einem Jahr Training in Larvik 287,5 kg im olympischen Dreikampf. Ein halbes Jahr später war er schon bei 317,5 kg angelangt. Bis 1968 konnte er dann seine Leistungen so weit steigern, dass er für die Olympischen Spiele 1968 in Mexiko-Stadt nominiert wurde. Dort belegte er bei seinem ersten großen internationalen Einsatz mit 405 kg im Mittelgewicht den 14. Platz. Es ging aber Jahr für Jahr vorwärts und 1972 kam sein großer Tag, als er in München Olympiasieger wurde. Nach 1972 litt Leif Jensen etwas darunter, dass das beidarmige Drücken, seine Paradedisziplin, aus dem Wettkampfprogramm gestrichen wurde. Es gab nunmehr nur mehr einen Zweikampf, bestehend aus beidarmigem Reißen und Stoßen. Trotzdem wurde er 1974 noch einmal Vizeweltmeister im Leichtschwergewicht. 1975 beendete er seine internationale Laufbahn, trainierte aber mit stark vermindertem Pensum weiter. 1985 war er beispielsweise noch so gut, dass er mit 280 kg im Zweikampf noch einmal norwegischer Meister im Leichtschwergewicht wurde.

## Internationale Erfolge
(OS = Olympische Spiele, WM = Weltmeisterschaften, EM = Europameisterschaften, Mi = Mittelgewicht, Ls = Leichtschwergewicht)
- 1968, 14. Platz, OS in Mexiko-Stadt, Mi, mit 405 kg, Sieger Wiktor Kurenzow, UdSSR, 475 kg, vor Masushi Ōuchi, Japan, 455 kg;
- 1969, 4. Platz, WM in Sofia, Mi, mit 435 kg, hinter Kurenzow, 467,5 kg und Szarvas, Ungarn, 440 kg und Juhani Mursu, Finnland, 437,5 kg;
- 1970, 1. Platz, Baltic Cup in Bergen, Mi, mit 440 kg, vor Smirnow, UdSSR, 430 kg und Ari Kurko, Finnland, 427,5 kg;
- 1970, 5. Platz, EM in Szombathely, Mi, mit 430 kg, hinter Kurenzow, 465 kg, Gábor Szarvas, 452,5 kg, Smirnow, UdSSR, 445 kg und Jordan Bikow, Bulgarien, 430 kg;
- 1970, 2. Platz, WM in Columbus/USA, Mi, mit 455 kg, hinter Kurenzow, 462,5 kg und vor Szarvas, 445 kg;
- 1971, 1. Platz, Baltic Cup in Lübeck, Mi, mit 442,5, vor Waldemar Baszanowski, Polen, 440 kg und Uwe Kliche, Deutschland, 430 kg;
- 1971, 2. Platz, WM in Lima, Mi, mit 467,5 kg, hinter Wladimir Kanygin, UdSSR, 472,5 kg und vor Anselmo Silvino, Italien, 460 kg;
- 1972, Goldmedaille, OS in München, Ls, mit 507,5 kg, vor Norbert Ozimek, Polen, 497,5 kg und Horvath, Ungarn, 495 kg;
- 1974, 2. Platz, WM in Manila, Ls, mit 350 kg, hinter Trendafil Stojtschew, Bulgarien, 350 kg und vor Rolf Milser, Deutschland, 347,5 kg

## Weltrekord
im beidarmigen Reißen:
- 150,5 kg, 1973 in Kopenhagen, Ls